# 逸ノ城駿
逸ノ城 駿（いちのじょう たかし、1993年4月7日 - ）は、モンゴル国アルハンガイ県バットツェンゲル村出身で、湊部屋に所属した元大相撲力士。本名は三浦 駿（みうら たかし）。帰化前はアルタンホヤグ・イチンノロブ（モンゴル語キリル文字表記：Алтанхуягийн Ичинноров、ラテン文字転写：Altankhuyagiin Ichinnorow）。身長192.0cm、体重224.0kg。血液型はA型。最高位は東関脇（2018年7月場所、2019年5月場所）。

## 来歴

### 遊牧民時代
モンゴル在住時代は遊牧民であり、ウランバートルから400キロ離れた草原でヒツジやヤギなど家畜を飼いながら季節によって移動して生活していた。当時は馬の生乳を毎日2リットル飲んでいた。学校がある時期は弟と妹と共に自宅のゲルから20キロ離れた学校のある村のゲルで共同生活を送った。「ヒツジを狙ったオオカミがやって来たときなど、夜中に起きなければならなかったのが大変だった。でも馬に乗って走ることとか、楽しかった」と母国モンゴルでの少年時代を本人は述懐したことがある。幼少期よりブフ（モンゴル相撲）に親しんでおり、14歳の時にアルハンガイ県大会で優勝した実績を持つ。来日直前の3ヶ月間はウランバートルに住んで柔道もしていたが、2010年に鳥取城北高校相撲部の石浦外喜義監督に才能を見出されて来日し、同高校に相撲留学した。働き手である長男を失うことを恐れ、「相撲に向いているのだろうか」と、一抹の不安を覚えた母の反対を押し切っての留学であった。逸ノ城より一足先に大相撲に入門した照ノ富士は同じ柔道道場に通い、同じ飛行機で来日し高校の寮も同じ部屋という仲だった。尚、その飛行機には水戸龍も乗っていた。

### 高校時代
石浦監督はスカウト当時の印象として「相撲留学を希望して集まった子供たちの中にいたのが彼だった。目立たない優しそうな子、というのが第一印象。ただ、傑出した太ももの太さに目を見張った」と後年語った。当時太ももの太さは凄まじかったが、肩や胸の筋肉の張りや締まりはなかったといい、その点は高校の先輩の琴光喜と同様であった。この時期に「イチコ」という愛称で呼ばれ始めた。遊牧民であったため学校にあまり行っていなかったと推測されており、モンゴル語も標準語を話せなかった。日本語の上達には苦労したようであり、石浦監督はしばしば「日本語ができないと、帰らなくちゃならなくなるぞ」と叱ったという。高校では「我慢」を一番学び、遅刻に対して極めて寛大なモンゴルとは感覚が違うことも覚えた。最初は相撲が非常に弱く、女子部員にも惨敗するほどであったことから、石浦監督は「今のままでは勝てないから、もう相撲はやらなくていい。とにかく四股を踏んでおけ」と指導した。逸ノ城はどんな厳しい稽古よりも四股が嫌いであったため石浦監督は無理にでも四股を踏ませ、不調で出稽古できない時にもこれでもかというほど四股を踏ませたら大会で次々とタイトルを取ったと、監督の自著で述懐していた。一方、水戸龍は逸ノ城が引退した際に「入ったばかりのイチコが女子部員にすら勝てなくて、コーチや監督に怒られて泣いていたんです。慰めて元気づけたら次の日にはがらっと変わって、今度は誰にも負けなくなった」と高校時代の逸ノ城について証言していた。2年時・3年時には合計5つのタイトルを獲得したが、高校横綱は逃した。
引退の際の記事によると、高校1年の5月に右膝の靱帯を痛めたことで土俵で四股を踏めるまでに3ヶ月の月日を要し、しばらくは歩行不能であったが、腐らず上半身のトレーニングを行った結果、たるんでいた上半身に筋肉が付いたという。高校では通常重しを入れて150kgもの重量にした大型トラック用タイヤを、腰を割った体勢で押し返す、独特のトレーニングを行うところ、2年生になった逸ノ城だけは、さらに40kg分の重りをつけ、軽々とタイヤを起こしていたという。レギュラーは2年生の時に獲得した。

### 社会人時代
卒業後は当時外国人力士枠の空いていた大相撲の湊部屋に入門が有力視されていたが、石浦監督から「高校横綱がダメなら次は実業団選手権でトップに立てばいい。そうすれば幕下付け出しの資格を取れる」と説得され、この時点では入門はせず相撲浪人を選び、高校に残って相撲部のコーチを務め、また鳥取県体育協会に所属して協会職員として鳥取市内のスポーツ施設を清掃することもあった。石浦監督が逸ノ城を鳥取県体育協会に送り込んだのは逸ノ城の拙い日本語能力を伸ばすには日本人しかいない環境に放り込んだ方が良いという考えからであったが、気の弱い逸ノ城は鳥取県体育協会での生活によってすっかり社交的になり、他種目のアスリートとも仲良くなったという。実業団選手の立場としてアマチュアの大会に出場するなど競技生活も続け、2013年に全日本実業団相撲選手権大会で優勝して実業団横綱となったことで、大相撲の幕下15枚目格付出の資格を取得。翌月に行われた東京国体で1回戦敗退した際には入門について考えていないと語っていたが、直後には湊部屋入門が決定した。
逸ノ城の引退の際に「性格がのほほんとしていて、周囲のみんなから愛され、可愛がられていた。“もう少し強くなってプロに行ったら、活躍し、きっと人気が出るだろう”と思いましたよ。だからこそ、“こいつだけは絶対に強くして送り出さないと。まだ足りないものがある″と思い直したんです。本人には申し訳なかったけれど、理由をつけました。『高校横綱になれなかったから、プロは無理だ。その代わり社会人の大会を目指せ。実業団、国体、アマチュア横綱を決める天皇杯と、チャンスが3回あるんだ。お前もこのままでは悔しいだろ？　ひとつでも狙ってみろ!』とね」と、石浦監督が一計を案じていた様子が明かされている。また、実業団横綱を獲得した際は、女子に負けても、小兵の部員に負けても周囲が心配するほど無表情を貫いていた逸ノ城も涙を見せた

### 大相撲入門後
四股名は「イチンノロブ」の「イチ」、人並み外れた才能を持つ「逸材」（23代湊談）の”逸”と相撲留学をしていた鳥取城北高校から”城”を取り、「逸ノ城」と名付けられた。新弟子検査に合格した直後の2013年11月場所は興行の在留資格がないため出場できなかったが、同年12月2日付で在留資格変更が許可され、同月20日には相撲協会の理事会で幕下付出が承認された。

#### 2014年
1月場所で初土俵を踏んだ。初土俵の時点では部屋に幕下以上の力士が他に在籍しておらず、入門直後に即部屋頭になった。モンゴル人力士の中でも逸ノ城は初めての遊牧民出身、外国人としても初めての幕下付出力士であった。初土俵前には新弟子としては異例の出稽古を行い、佐渡ケ嶽部屋や貴乃花部屋などへ赴き稽古相手を求めた。2日目の錦木との取組がデビュー戦となり、逸ノ城も緊張したと語る中小手投げで勝利してプロ初白星。8日目にプロ初黒星を喫したが、13日目には再十両が確実な状況となっていた阿夢露に力強い相撲で勝利し最終的に6勝1敗の好成績を収めた。翌3月場所は関取目前の西幕下3枚目へと躍進し、再び6勝1敗の好成績を収め、3月場所後の番付編成会議にて新十両昇進が決定。新十両の記者会見では「自分も1場所で幕内にいきたい。遠藤関に追い付けるように頑張る」と話し、幕内の遠藤に対するライバル心を見せた。幕下15枚目格付出から所要2場所での昇進については「普通だと思う。将来は横綱までいきたい」と悠然と話していた。新十両昇進後も遠藤の例と同じく関取の特権を行使せずに同年9月場所まで相撲教習所通いを続けた。
新十両の5月場所は、初日から4連勝をするなど実力を存分に発揮し、11勝4敗で4人による優勝決定トーナメントに進出。1回戦で琴勇輝、決勝戦で鏡桜と、この場所の本割で敗れてしまった幕内経験者を相次いで倒して、新十両優勝を果たした。翌7月場所も白星を重ね、13勝1敗で千秋楽を迎えたが2敗の栃ノ心に本割・決定戦で連敗、2場所連続の十両優勝とはならなかった。それでも13勝2敗の好成績を挙げ、翌9月場所で新入幕を果たす。幕下付出から所要4場所での新入幕は史上2位タイのスピード出世となった。
9月場所は初日から6連勝。7日目に勢に敗れるもその後も星を延ばし、11日目に大関の稀勢の里、12日目に同じく豪栄道、13日目に横綱の鶴竜を破り、この時点で1敗で白鵬と並び優勝争いのトップとなった。初土俵から5場所目での大関戦勝利及び横綱戦勝利は史上最速。新入幕力士が横綱と二人の大関を倒したのは史上初であった。新入幕場所での金星獲得は1973年9月場所の大錦（対琴櫻戦）以来41年ぶりだった。14日目に白鵬との直接対決に敗れ（新入幕力士が2人の横綱と対戦したのは、1943年5月場所に東富士が安藝ノ海、照國（いずれも黒星）と対戦して以来71年ぶりだった）、結果的に100年ぶりの新入幕優勝は逃したものの、殊勲賞と敢闘賞を受賞した。新入幕でのダブル受賞は2000年5月場所の栃乃花（敢闘賞・技能賞）以来で、幕下付け出しデビューから所要5場所での初受賞は雅山と並び最速。更には当場所の成績は13勝2敗で、新入幕場所における勝利数の最多タイ記録（1964年1月場所の北の冨士、1967年3月場所の陸奥嵐に並ぶ3人目）。10月2日には半年間通った相撲教習所を卒業した。
11月場所で西関脇に昇進。幕下付け出しから所要5場所での三役（新関脇）昇進は昭和以降1位のスピード出世、また新入幕翌場所の関脇昇進は昭和以降では初となった。十両の翌々場所で新関脇は、2001年1月場所の琴光喜以来昭和以降2人目。モンゴルからの新関脇は、2009年7月場所の鶴竜以来7人目。しかし10月に行われた秋巡業では多大な注目を浴びたことによるストレスと過労により帯状疱疹を発症し、1週間の入院を余儀なくされた。さらに退院後には入院中ほぼずっとベッドの上にいた影響で骨盤が歪み、場所直前にも拘らず整体を受けるために1泊2日で大阪まで向かう必要に追われた。このように明らかな調整不足の中で迎えた11月場所は中日まで4勝4敗と一進一退であったが14日目に勝ち越しを果たし、場所を8勝7敗で終えた。新三役の場所を（小結を飛び越して）関脇で迎えながらの勝ち越しは、1994年3月場所の武双山（9勝6敗）以来、20年ぶりの快挙となった。

#### 2015年
1月場所前には「白鵬関は、若い頃に横綱になったんですよね?何歳ですか?」と横綱の地位を意識した発言を行った。この場所は、再び西関脇の地位で2大関に勝利するも6勝9敗と入門以来初の負け越しとなった。しかし、西前頭筆頭に下がった翌3月場所は日馬富士から金星を得るなどの活躍で9勝6敗の勝ち越し。場所後の3月31日に行われた兵庫県姫路市での巡業ではコンタクトレンズの不適切着用（長時間の着用）により右目が著しく充血するなどの不調が伝えられたが、続く5月場所は初日に白鵬から白星を奪うなどして小結の地位で8勝7敗と勝ち越した。7月場所は西関脇に再昇進したが精彩を欠き4勝11敗と大敗。東前頭4枚目に落ちた9月場所は9勝6敗としたが、東前頭筆頭として迎えた11月場所は6勝9敗と平幕で初めての負け越しを喫した。

#### 2016年
1月場所は東前頭3枚目で迎えたが、2勝13敗と散々な成績だった。この場所では取っ組み合いになった後全く踏ん張れずに寄り切られるケースが散見され、無気力相撲とも取れる試合内容に観客からはブーイングが飛び、増やしすぎた体重と稽古不足を解説者に批判されることも多かった。幕内昇進後最も低い番付となった3月場所は開幕5連勝、最終的に11勝4敗と調子を取り戻した。5月場所は西前頭2枚目まで番付を上げ、3日目に横綱・日馬富士を破るなど序盤は好調だったが、中日以降負けが込み12日目で負け越しが決まった。7月場所は幕内唯一の5連勝で一時優勝争いのトップに出たがそこからは星が伸ばし切れず優勝争いから脱落、最終的に9勝6敗。9月場所は腰椎椎間板ヘルニアで自身初の全休。左半身がしびれ、真っすぐに歩けなかったため入院し、25日間の入院生活中は痛みで睡眠も食事もままならないことがあったが、退院時点で212kgの体重が200kgまで落ちたという。退院後も減量を継続した結果187kgまで体重を落とし、“スリム”な姿に11月1日の力士会では玉鷲から「新弟子が来た! 初めまして」とからかわれたとされる。しかし場所直前の宮城野部屋での出稽古では18番取って6勝12敗と不調であり、時には十両や幕下に圧倒されることもあった。11月場所の場所成績も振るわず、7勝8敗と自身初となる幕内2ケタ台での皆勤負け越しを喫した。場所後の2016年度冬巡業は全休。この年の勝ち星は1年間幕内にいた力士では照ノ富士の33勝に次ぐ少なさで年間ワースト2位の34勝だった。

#### 2017年
1月場所は半年以上続けていた禁酒などによる減量と筋力トレーニングなどの成果が出て優勝争いするなど二桁勝利を収めた。翌3月場所は東7枚目の地位で迎えたが、中盤に5連敗を喫するなどで6勝9敗。東9枚目に番付を下げた翌5月場所は前場所同様に中盤に5連敗を喫し、中日を終えて2勝6敗だったが、そこから6連勝で追い上げて8勝7敗と勝ち越し。東前頭6枚目で迎えた翌7月場所は5日目に遠藤から不戦勝を獲得したという幸運もあって千秋楽に勝ち越しを懸けるが、同じく7勝7敗の佐田の海に敗れて7勝8敗の負け越し。翌9月場所は番付据え置き。西前頭4枚目で迎えた翌11月場所は、初日から4連勝と好スタートを切ると、8日目には横綱・稀勢の里から金星。ただ稀勢の里が不調だったらしく逸ノ城は「いつもの横綱じゃなくてびっくりした。何か軽かった。途中で力を抜いたような感じだった」と話していた。当場所は食事の適量を守りつつ、過剰な（筋肉量が減少して力が出なくなるほどの）減量をやめて場所に挑んだという。中日を終えて7勝1敗と好調だったが、9日目の大翔丸戦、11日目の髙安戦では力なく完敗するなど3連敗で優勝争いからは脱落。しかし12日目からの大関・関脇戦を3連勝として10勝5敗と二桁の白星を挙げた。

#### 2018年
1月場所は前頭筆頭で迎える。初日から連敗してしまうが横綱・稀勢の里を倒しこの場所初白星。その後連敗してしまうが6日目から7連勝し10勝5敗で場所を終えた。これにより翌3月場所は16場所ぶりとなる三役の地位で迎えることが確定した。3日目のインタビュールームでは、筋肉量の増加を目指すために減量を中止した旨を話していた。この場所の相撲内容は武蔵川から「前半に星を落とさなければ優勝もできたのでは?」と評価されるほどであった。また、12日目の取組後の支度部屋では比較的体の動きが良いことを自覚するコメントを残した。翌3月場所は入門前からの持病である腰痛が快方に向かっていたことから好調で、小結の地位で9勝6敗の勝ち越し。腰痛が酷い時は睡眠にも影響していたものの、この場所では痛みが和らぎ「相撲を楽しめている」と穏やかに微笑みながら話していた。翌5月場所は西関脇に復帰。場所前の5月9日に行った時津風部屋での出稽古では同じく出稽古に訪れていた白鵬と6番取って4勝2敗、白鵬との稽古以外には幕内・正代らと16番取り全勝と好調。「自信になる」と手応えを口にし、白鵬も「ただ重いだけじゃない。うまくなっている。立ち合いの圧力もある」と成長を認めていた。初日から4連勝するなど好調を維持し、14日目には横綱白鵬に勝利するなど安定した相撲内容で8勝7敗と勝ち越した。7月場所は自身最高位である東関脇で迎えたが、体重を230㎏まで増やした影響で腰痛が再発し、先場所までとは一転して持ち味の腰の重さが見られず、9日目を終えて3勝6敗に留まるなど脆さを見せたが、終盤戦は大関2人から白星を挙げて最終的に8勝7敗と勝ち越し。西関脇の御嶽海が13勝2敗で優勝した関係上、翌9月場所は東関脇で勝ち越したにもかかわらず西関脇に番付を下げた。当場所では、初日こそ白星も2度の3連敗が響き、10日目を終えて3勝7敗と関脇陥落の危機に陥ったが、そこから横綱・稀勢の里を力強い相撲で破るなど5連勝で、最終的に8勝7敗と勝ち越し。また、自身最長の三役4場所連続の勝ち越し・幕内7場所連続の勝ち越しとなった。翌11月場所は初日白星も、翌日から5連敗を喫し11日目を終えて3勝8敗と負け越しが決定し、その後3連勝するも、千秋楽に敗れ、6勝9敗の成績で平幕からの出直しを余儀なくされた。

#### 2019年
1月場所は一年ぶりの平幕である西前頭筆頭で迎える。序盤戦で2横綱2大関を破るなど好調だったものの、中盤以降は、関脇以下相手に自分の相撲を取ることができず、14日目には負け越しが決定。当場所は最終的に6勝9敗で終えた。西前頭4枚目で迎えた翌3月場所は9日目に勝ち越しを決めるなど絶好調。9日目での勝ち越しは自身としては新入幕であった2014年9月場所以来。同年1月下旬から始めた趣味のアーチェリーで腕力と集中力を鍛えたことが相撲にも好影響を及ぼしている旨を自ら分析していた。9日目終了時点で「内容が悪くても体の大きさで勝っている。8勝1敗は持っているものの裏返しで、もっと激しい相撲を取って内容が伴ってくれば上位にとって脅威だ」と藤島審判副部長がコメントした。その後も連勝を続け、千秋楽も勝って14勝1敗で終えたものの、横綱白鵬が15戦全勝で終えたために優勝には至らず。本割では白鵬との対戦が組まれなかった。平幕力士が14勝1敗の成績を収めたにもかかわらず幕内最高優勝を逃すケースは戦後4例目。しかし千秋楽まで優勝争いに加わったことや2大関を破ったことが評価され、2度目の殊勲賞を獲得。場所後の春巡業はぎっくり腰を患い休場。回復し次第途中から出場する当初の23代湊の意向に基づき、4月12日から合流し春巡業での取組への参加を開始した。5月場所は7日目まで2勝5敗と不調で、右膝の負傷によって中日の琴奨菊戦から休場。その後12日目より再出場し、残り4日で3勝1敗として、結局この場所を5勝7敗3休の成績で終え、再び平幕からの出直しを余儀なくされた。西前頭4枚目で迎えた翌7月場所は、初日こそ黒星も、2日目から前に出る相撲を見せ5連勝。9日目にはそれまで全勝としていた横綱白鵬に寄り切りで完勝し、6勝目をあげると同時に白鵬から初となる金星をあげる。その後は後ろに下がる相撲もあったが、千秋楽を白星で飾り9勝6敗の成績を収めた。
翌9月場所は4日目の鶴竜戦で右肩から土俵に落ちて右関節を脱臼したため、5日目から途中休場となった。同月下旬の稽古中に腰を痛めて身体を動かせない状態となり、秋巡業は休場。都内でリハビリを続け、腰への負担軽減のため減量したが、深刻化した腰痛のため稽古を行えず、11月場所は治療に専念するため全休した。同月10日に公表された診断書は、10月29日付で「腰椎椎間板ヘルニアで約4週間の安静加療を要する」との内容であった。

#### 2020年
1月場所は5年半ぶりに十両に陥落し東十両7枚目で迎えたが、体調が戻りきっていない中で初日を迎えてしまったため力を出し切ることができず6勝9敗と十両の地位では初めての負け越しとなった。翌3月場所は西十両8枚目で9勝6敗と4場所ぶりの勝ち越しを果たした。再入幕となった9月場所は幕尻の地位で迎え8勝7敗と勝ち越し。翌11月場所は、番付運に恵まれて3枚半上昇の西前頭13枚目。初日から4連敗を喫するなど、9日目を終えて2勝7敗となったが、そこから6連勝とし、千秋楽に勝ち越して8勝7敗で1年を終えた。

#### 2021年
1月場所は12日目に勝ち越しを決め、9勝6敗で終えた。翌3月場所は8場所ぶりに番付を前頭の1桁に戻したが、7勝8敗と負け越し。翌5月場所は11日目に勝ち越しを決め、その後失速したが9勝6敗の成績を収めた。翌7月場所は西前頭2枚目と、2年ぶりに上位総当たりの番付に戻った。中日まで三役以上との対戦が続いたものの、2大関を破るなど5勝3敗で前半戦を終え、その後も力強い相撲を取り続けて、最終的に2年半ぶりの二桁白星となる10勝5敗の成績を収めた。
	8月28日に新型コロナウイルスに感染し、場所前の稽古がほとんどできない中で迎えた9月場所は、2年半ぶりの三役の地位で、初日から連敗スタート。その後もなかなか波に乗れず、9日目を終えて3勝6敗。しかしそこから、巻き返して5連勝を記録する。最終的に2大関と2関脇に勝利し8勝7敗で勝ち越して三役の地位を維持した。
9月29日付で日本国籍を取得したと官報で告示された。11月5日、本名を三浦 駿（みうら たかし）に変更したことが協会から発表された。師匠の23代湊の本名・三浦孝行の姓をもらい、駿はしこ名の下の名前から取ったという。
11月場所は2桁白星を挙げれば翌場所の大関取りへの足掛かりとなったが、本人は勝ち越しを目標とし「（大関どりよりも）三役定着したい」と語った。しかし当場所は5勝10敗と大敗を喫し三役さえも維持できない形となった。

#### 2022年
1月場所では千秋楽に勝ち越し。翌3月場所では、2大関（貴景勝・正代）を破るなど好調で、12日目に勝ち越し決定。
5月場所は場所前のPCR検査で陽性反応が出たため、新型コロナウイルス感染により全休した。翌7月場所は救済措置により1枚下降の西前頭2枚目の地位を与えられた。当場所は5日目に久々に照ノ富士を破って金星を獲得したが、7日目の正代戦で初黒星。翌8日目の琴ノ若戦でも敗れ2連敗。その後立て直し白星を重ね照ノ富士と2敗で並び優勝を争っていたが14日目の明生戦で敗北。しかし照ノ富士も正代に敗れたため優勝争いトップタイの状態に変わりはなかった。翌日の千秋楽は寄り切りで宇良に勝利。その後照ノ富士が貴景勝に敗れたことによって、新入幕から47場所にして初めて幕内最高優勝を達成した。さらに金星に加えて2大関を破った功績を評価され、自身3度目の殊勲賞を獲得した。優勝インタビューでは「コロナにかかって、他の力士よりは良く休んだと思っていたので。その分、今場所に生かせたのでよかったです」とコメントしていた。千秋楽一夜明け会見では「自分もいつか絶対優勝できるって信じて頑張ってきた」「照ノ富士関と優勝争いしたのは初めてなので、一緒に（日本に）来た仲間として今回は本当良かったと思っています」と語った。活躍を受けて9月場所は西正小結に番付を戻した（この場所は小結が3人）。9月場所前には「今場所はいつもの場所と違う。優勝した次の場所、三役に戻った場所でもある。しっかり2桁を目指したい。負け越したりして恥ずかしいところは見せられない」と気合十分のコメントを残し、そのコメント通り9月7日の稽古では幕下以下の若い衆相手に37番連続で相撲を取り、212kgの巨体ながら立合いのスピードとスタミナを感じさせた。逸ノ城の師匠の23代湊も「（動きが）速くて低く取れている。体重もあるのにスピードあるのはすごい。昔は体重を落とせと言ったこともあるけど、今は動けているからいい」と認めるほどであった。場所初日の花田虎上のコラムでは貴景勝の当たりを組み止めて危なげなく勝った相撲を指して「大切なのは気持ちの問題」「怖がらずに行けば問題なし」と潜在能力を予てより買っている花田から太鼓判を押された。しかし場所が始まると中日まで2勝6敗と足踏みし、貴景勝、正代の2大関から白星を得たものの12日目に負け越しを確定させ、場所を6勝9敗で終えた。
12月26日、当時新型コロナウイルス感染防止策の一環で外出が制限されていた中で2020年の11月と2021年の8月、逸ノ城が飲食店に行って協会のガイドラインに違反したため2023年1月場所を出場停止とする処分が下された。逸ノ城は飲食店滞在が短時間だったことや調査の場において反省を示していたことなどを踏まえ、1場所（初場所のみ）の出場停止処分が相当と判断された。一部週刊誌報道が伝えた逸ノ城の女将への暴力疑惑は「悪意の暴行ではなく、いずれも5年以上前の出来事であり、それ以後の暴行はなかったこと、女将に処分感情が無い」ことから、その他の粗暴行為は立証が困難であり、問題があったその都度、関係者が逸ノ城の謝罪を受け入れたことから処分の理由とはならなかった。

#### 2023年
1月場所の出場停止処分により、翌3月場所は東十両3枚目まで番付を落とした。幕内優勝から3場所での十両陥落は德勝龍の5場所を更新する最短間隔記録であり、幕内優勝後に勝ち越すこと無く十両陥落したケースも年6場所制確立以降史上初。当場所は終始優勝争いに加わり、12日目終了時点で11勝1敗と単独トップに立った。この場所は14勝1敗と2014年5月場所以来約9年ぶり2回目の十両優勝。しかし、翌5月場所はわずか6枚上昇の西前頭13枚目まで番付を戻すに留まるなど番付運の悪さに泣かされた。
現役終盤はアルコール依存症、師匠との確執などについても取り沙汰された。また引退直前の1ヶ月間は稽古場に全く顔を見せず、5月2日の力士会は無断欠席。同日、師匠との話し合いの末引退を決意。慢性化していた腰痛を引退の理由としていた。5月4日、日本相撲協会に引退届を提出し、同日受理された。師匠が引き止めたが本人の意思は固く、突然の引退に至った。引退直前時点で金星9個は現役最多であった。日本国籍を取得したが、年寄名跡を取得していなかったため引退と同時に日本相撲協会の協会員ではなくなった。直前場所で14勝1敗の十両優勝を果たしていながら引退するのは異例で、せめて無給になる幕下に陥落するまで2～3場所引退を待ってはどうかという意見も出るほどであった。一部報道によると逸ノ城は師匠の23代湊に年寄名跡取得に向けて代金を預けていたが、2022年2月のある日に朝稽古に来なかった逸ノ城を23代湊が「そんなんじゃ親方になれないぞ」と叱責したことに逸ノ城が腹を立てて「（年寄名跡は）いりません」と言い出したため頓挫したという。
引退会見で逸ノ城は少年時代を振り返り、「小さい時からテレビで見て、『大相撲はいいな』と思っていました。そこに自分が行って、幕内に上がって、モンゴルの皆さんに見てもらうことが夢でした。幕内に上がった場所が1番うれしかったです」と話した。突然の引退について、同じ飛行機で来日した照ノ富士にすら事前に伝えなかったと語っており、悔いはなかったか、やりきったかという質問に対しては「もう、しょうがない、という感じですね」と本心を垣間見せ「自分もやりたかったけど、体の方が…。皆さんに申し訳ないです」と限界を語った。引退理由として、腰の状態が悪く、歩くのも横になるのも痛い状態だったとも明かした。急な引退であったため思い出の取組について聞かれても「引退が急すぎて、思い出せない」と回答。引退後での去就は未定とした上で、親方になるつもりは最初からなかったと即答。引退後の生活や進路について逸ノ城から師匠への直接報告はなく、師匠は「湊部屋を有名にしてくれたのは逸ノ城。次の人生も成功してもらえたい」とねぎらいの言葉を送りつつも今後の人生を案じながら「自分の信念を貫くことは、力士を引退してからも大事なこと。一番の敵は自分自身。自分に勝てば、どんな相手にも負けない」「いつまで引きずっていてもしょうがない」と会見でコメントした上で、断髪式の実施についても明言せず、「考えていない」とコメントするに留まった。

### 大相撲引退後
2023年11月4日、2024年2月11日に都内のホテルで断髪式を開催することが明らかになった。
同月7日までの本人インタビューによると、現在は都内のマンションで独り暮らしをしており、引退会見後、7月から約2ヶ月間故郷のモンゴル・アルハンガイ県に帰省して家族や地元住民のねぎらいを受けたという。確執が噂されている師匠の23代湊や女将、部屋関係者の断髪式への参加には否定的で、止め鋏すら決まっていない異例の状況となっていた。
こうした経緯もあり、予定通り行われた断髪式の止め鋏は、高校時代の恩師である石浦外喜義が入れた。国技館の断髪式は女性が土俵に上がれないことから、男性の後援者ばかりになるが、ホテルでの断髪式であったこともあって420人が出席する中で鋏を入れたのは女性が中心であった。案内状を受け取った後援会関係者が師匠に連絡したところ「行かないでほしい」と言われたので、有力後援者はほとんど顔を出さなかった。13代宮城野（第69代横綱・白鵬）や照ノ富士、豊昇龍、玉鷲、元朝青龍（第68代横綱）などのウランバートル出身者は遊牧民の逸ノ城と距離のある間柄であったため出席しなかったが、24代音羽山（第71代横綱・鶴竜）については逸ノ城が引退即退職したことで年寄名跡「音羽山」が回ったため、退職危機から救ってくれた恩義もあって出席した。
2024年6月、ロサンゼルス、サンフランシスコで行われた相撲イベント「ALL-STAR SUMO」へ出演 。またUSA SUMO YouTubeチャンネルにて、インタビューがポストされている。オーストラリアなどの海外の相撲イベント出演のほか、俳優として、アメリカ、ドイツ、ハンガリー、チリなどでCMや映画に出演している。今後は、ハリウッドエンターティンメントを中心としたタレント活動をする予定。映画出演に際し、芸名を「ICHI」として、映画『バレリーナ:The World of John Wick』（2025年6月公開予定）や『The Wide West』に出演している。。

## 人物
- 女将は、見た目に似合わぬ性格で「昇進が決まり、『おかみさん、僕、締め込みは何色が似合いますかね?』とうれしそうに訊いてきたり、一所懸命にサインの練習をしてうまく書けず、ひとりでやけっぱちになったりしてます（笑）」と証言していた[2]。
- 中国出身だが同じモンゴル系の力士であり遊牧民の両親を持つ蒼国来とは気が合う仲であり[110]、2015年春の常陸大宮巡業（茨城県）では逸ノ城と公園で「なんか田舎に帰った気分だねえ」と緩い気分に浸っていた[111]。
- 入門から入幕当初にかけて、場所前には貴乃花部屋に単身出向いては貴ノ岩と稽古を行っていた。貴ノ岩は同郷であり逸ノ城の鳥取城北の4学年先輩であった[2]。好物は唐揚げと甘いもの、嫌いなものはカレー[10][30][14]。来日してから和食に適応しすぎたことでモンゴルに帰郷した際に食べた郷土料理で腹を壊してしまったと逸ノ城の高校時代の師匠である石浦外喜義が証言していた[112]。同様の内容を、ジャンクSPORTS出演時に逸ノ城自らも語っていた[113]。
- 2013年9月の全日本実業団選手権前には石浦監督が経営する料理店「ちゃんこ石浦」で食事を行い、山盛りの唐揚げやあんかけ丼など3キロ分を平らげ英気を養った[114]。
- 好きなタレントは西内まりやで、2014年11月2日放送の『ウチくる!?』（フジテレビ）で初対面を果たした[115]。
- 遊牧民なので故郷に住所はなく、大体のエリアが特定できる程度。本人には分かるが地域の外部の人間が自分の故郷に訪ねるのは無理だという[116]。
- 2021年9月29日に日本国籍を取得。日本へ帰化したことにより、引退後年寄として日本相撲協会に残ることが可能となった[117]が、上述の通り実際に年寄を襲名することなく引退し、日本相撲協会を離脱した。

## エピソード

### 新人時代
- 2014年9月場所10日目、逸ノ城はこの時点で9勝1敗となりこの場所の三賞受賞が濃厚になっていた状況の中で「三賞って何ですか? どうするともらえるの?」と話していた[118]。入門から一年足らずでの出来事でありまだ日本語の練度も大相撲に対する知識も乏しかったため、石浦外喜義も後に「無理はありません」と発言していた[119]。
- 2014年9月場所13日目の鶴竜戦は恵まれた巨体からの立ち合い変化の末の叩き込みでの金星であったため藤島親方(元大関・武双山)が「小兵ならまだしも、あれだけの素晴らしい素材だ。あんな相撲を取っていたらたとえ3場所35勝でも私は大関昇進に反対したい」と批判的な意見を示すなど物議を醸した[120]一方、鶴竜は逸ノ城が引退した際に「変化はないと思っていたのが甘かった。あの経験が対戦相手のあらゆる可能性を探ることにつながった」と振り返るコメントを残した[121]。
- 2014年9月場所での新入幕で注目され、場所後に相撲以外のメディアからの取材やテレビ出演があった疲労とストレスで帯状疱疹を発症し入院。10月の秋巡業を途中休場した。その際の診断書は医師免許を持ち勤務内科医でもあった女将が書いたという。
- 現役時代は東映系列のマネジメント会社と業務提携をして土俵外に限って支援を受けていた[122]。
- 現役時代の生活は女将に管理されていた。スピード出世を遂げた逸ノ城に対しては「兄弟子に横柄な態度を取らない」「ファンを邪険にしない」の2点を厳守させ、注意は必ず日本語で復唱させるといった具合に厳しく接することがあった一方で、母親と息子のようなやりとりもまた日々展開されていた[123]。

### 懸賞金関連
- 2015年1月場所からおやつカンパニーより1番ごとに2本の指定懸賞が設定された[124]。
  - 同場所初日の遠藤戦では初日の関脇以下対決として平成以降最多となる21本の懸賞が設定された[125]。

### 巡業関連
- 2016年4月10日の春巡業静岡場所では一門の横綱である鶴竜から居残り説教を受けた。「せっかくいい体を持っているのだから、もっと鍛えて余分な脂肪を落とさないと」「朝稽古だけが稽古じゃない。他にもたくさん時間はある。自分で考えなきゃ」「今やらなきゃいつやるの」。指導は朝稽古の時間が終わっても続き、土俵上では子供と関取衆の稽古が始まっていた。逸ノ城を説教した理由を鶴竜は「同じ一門の若手だから。精いっぱいやって脂肪が落ちなければ体質の問題だけど、そうは見えない」と説明。逸ノ城は「言われたことを頭で考えてやれるようにしたい」と言葉が心に刺さった様子だった[126]。
- 2017年10月6日の秋巡業横浜場所では9番申し合いを行い8勝1敗[127]。11日の浜松場所では土俵下で30分間、日馬富士の指導を受け何度もすり足を繰り返した。その際日馬富士からは左の使い方など、身ぶり手ぶりでテクニックを伝授してもらった。
- 2017年10月12日の一ノ宮場所では支度部屋で横たわり、母国の乾燥チーズ「アーロール」をつまんだ。「貴ノ岩関からもらったっす。仲良いですよ。鳥取城北高の先輩ですから」とコメントしていた[128]。
- 2017年10月22日、ヘルニアのため岸和田場所から離脱し帰京[129]。そのため、同月25日夜に発生した日馬富士による暴力事件の現場には居合わせなかった。

### 巨漢力士として
- 2019年3月場所11日目の碧山戦は幕内1位の体重226㎏の自身と3位の198kgの碧山とで繰り広げられた合計424kgの巨漢対決になり、叩き込みで勝利を収めた[130]。
- 2019年3月場所後、ぎっくり腰の治療のためにブロック治療を行ったが、226㎏の巨体に加え、分厚い脂肪のため通常の針では患部に届かなかった為、治療には長さ10cmの特大注射針が使われた。これによって逸ノ城は注射がトラウマになり、「立合いのぶつかり合いの方がマシ」と話すほどであった[70]。
- 大阪場所では宿舎から車で所要30分ほどの時間を費やし場所入りしていたが、2019年3月場所3日目では渋滞に巻き込まれ到着に1時間以上を費やした。会場付近で降車した逸ノ城は約300mの猛ダッシュをして土俵入り10分前に到着。5分で早着替えして幕内土俵入りに間に合わせた。「部屋の前で時々走っているからね。部屋で2番! 下からだけど」と本人は笑っていた。思わぬ形でのスタミナ消費が心配されたが、この日は栃煌山を小手投げで破った[131]。
- 2019年12月1日から開始された冬巡業は腰痛のため初日から休場[132]。腰痛から回復して稽古場に戻って3日目となった同年同月12日、同年9月場所の時点で224kgあった体重が減量の甲斐あって192㎏まで減少した。若い衆を相手に四つに組んで動きを確かめる中で逸ノ城自身は「まだまだ戻っていない。左右のバランスが悪い」と不安を口にしていた[133]。

### その他
- 2018年9月場所は大相撲史上初の三賞すべて該当者なしとなったが、場所後の『相撲』では当該雑誌の独断で三賞受賞にあと一歩であった力士7人の内の1人としてピックアップされた[134]。
- 2021年3月場所3日目、取組を終えてリポーターから逃げるように花道から大股の勢いで支度部屋の風呂場に行った逸ノ城を指して、この日のNHK大相撲中継の解説を務めた北の富士は「あれですよ逸ノ城、俺のこと嫌いだから」と立腹していた[135]。
- 引退直後は音信不通の状態だったものの、現役時代に盟友とされていた水戸龍によると、2023年5月場所が終わった数週間後に逸ノ城から連絡が入ったという。やり取りの内容については明言されなかったものの、水戸龍は「元気だと知れて良かった」と喜んだとされる[136]。

## 年表
- 2014年1月場所 - 初土俵（幕下付け出し）
- 2014年5月場所 - 新十両
- 2014年9月場所 - 新入幕
- 2014年11月場所 - 新三役（新関脇）
- 2015年5月場所 - 新小結（関脇陥落後）
- 2022年7月場所 - 初優勝
- 2023年3月場所 - 引退（番付上は同年5月場所）

## 取り口など
192cm・最重量時は230kgの巨体に加えて太腿周り92cmなど太い下半身を持ち合わせ、その体格を活かした右四つを得意としていた。右を差して引きつけ、胸を合わせた際の威力が高かった。十両昇進直後だった2014年5月には師匠の23代湊から取材を経由して「まだまだ差し身に気を取られ過ぎ。左上手を取ってから、『いつでも差せるぞ』という形にならないとね。立ち合いをもっと速くするのが課題かな」と課題点を指摘された。新入幕会見では23代湊は立合いでのスピードや横への動きへの対応など課題を挙げていた。新入幕後には巨体に見合わぬバランス感覚に任せた残り腰や突き押しに対する耐性などの守りの固さ、変化や叩きなどの機動力や策士ぶりが注目されるようになったが、2017年頃には怪我により既に身軽な動きはできなくなっていた。2014年9月場所中日には右で首を巻いての上手投げで対戦相手の隠岐の海を360度振り回し裏返す勝ち方を見せており、その日の取組をNHK中継のゲストとして観戦していたやくみつるから件の上手投げを「逸ノ城スペシャル」と名付けられて称賛されたこともある。同場所前の出稽古では鶴竜・白鵬の２横綱を相手に何もできなかったが新入幕で初日から連勝を続け、白鵬には「高見盛タイプだね。稽古場に弱くて本場所に強い」と評された。前述のとおり、若手時代は温厚な鶴竜を怒らせるほどの稽古嫌いで知られていた。
遠藤のように突っ張って左四つになる力士が苦手だとして、2014年11月場所後には左四つの勉強をしたいと話していた。関脇に昇進して以降は上体が起きる弱点が露呈した他、2015年3月頃には短時間で勝負が付く傾向が顕著になり、右四つ左上手になればすぐに相手を下す一方で自分の型にならなければあっさり負けてしまっていた。上背があるため肩越しの上手を取ることもでき、2017年11月場所12日目の豪栄道戦で勝利を収めた相撲などはその典型であった。
2019年に入ると突き落とし、叩き込みを武器とするようになり、同年3月場所は勝った14番中6番が叩き込み、3番が突き落としであった。だが、こうした引き技は他に適当なものがないため便宜上の決まり手が付いているに過ぎず、実態としては「押しつぶし」とも言える体重に任せて地面に這わせる内容であった。2019年4月の春巡業中の日刊スポーツの記事では「異次元ともいえる取り口」と評された。7月場所4日目の宝富士戦では体格を生かした張り手を計6発放って押し出しで破るなど、本来の四つ相撲とは違う相撲を見せた。これは四つ相撲一本では相手に研究されたと痛感したため新境地を求めた結果であった。
2021年9月場所前の報道では、「合同稽古の常連」と評されていた。
幕内最高優勝を勝ち取った2022年7月場所の相撲振りについて花田虎上は、張り差しが黒星の原因となったとしつつも、千秋楽の宇良戦では中途半端でなく思い切り張ったことで相手の顔を背けさせて左上手を近くして怖がらず前に出られるようになったと評価した上で、「やっと優勝か。遅かったな」とコメントした。
石浦外喜義から高校時代に受けた技術指導を遵守し、抱える相撲はあまり行わなかった。石浦には足腰の強さに頼って無理に残さず転がるべき時には転がること、抱えずに差すことを教わった。

## 主な成績

### スピード記録
- 幕下付出デビューから新入幕までの所要場所数：4場所（歴代2位タイ）
- 幕下付出デビューから新三役までの所要場所数：5場所（歴代1位）
- 幕下付出デビューから新関脇までの所要場所数：5場所（歴代1位）
- 幕下付出デビューから対横綱戦までの所要場所数：5場所（歴代1位タイ）[152]
- 幕下付出デビューから初金星獲得までの所要場所数：5場所（歴代1位）
- 幕下付出デビューから初の三賞受賞までの所要場所数：5場所（歴代2位タイ）
- 幕下付出デビューから初の三賞複数受賞までの所要場所数：5場所（歴代2位）

### 通算成績
- 通算成績：408勝328敗73休（55場所）
- 通算勝率：.549
  - 幕内成績：334勝298敗73休（47場所）
  - 幕内勝率：.528
    - 三役成績：89勝103敗3休（13場所）
    - 三役勝率：.464
      - 関脇成績：53勝64敗3休（8場所）
      - 関脇勝率：.453
      - 小結成績：36勝39敗（5場所）
      - 小結勝率：.480

    - 前頭成績：237勝188敗73休（34場所)
    - 前頭勝率：.558
      - 新入幕成績：13勝2敗（歴代1位タイ）
      - 新入幕勝率：.867（歴代1位タイ）

  - 十両成績：62勝28敗（6場所）
  - 十両勝率：.689
  - 幕下成績：12勝2敗（2場所）
  - 幕下勝率：.857

### 各段在位場所数
- 通算在位：55場所（番付上は56場所）
  - 幕内在位：47場所（番付上は48場所）
    - 三役在位：13場所
      - 関脇在位：8場所
      - 小結在位：5場所

    - 平幕在位：34場所（番付上は35場所）

  - 十両在位：6場所
  - 幕下在位：2場所

### 各段優勝
- 幕内最高優勝：1回（2022年7月場所）
- 年間最多優勝：1回
  - 2022年（1回・照ノ富士、御嶽海、若隆景、玉鷲と並んで受賞）
- 十両優勝：2回（2014年5月場所、2023年3月場所）

### 三賞・金星
- 三賞：4回
  - 殊勲賞：3回（2014年9月場所、2019年3月場所、2022年7月場所）
  - 敢闘賞：1回（2014年9月場所）
- 金星：9個
  - 白鵬：1個（2019年7月場所）
  - 日馬富士：2個（2015年3月場所、2016年5月場所）
  - 鶴竜：2個（2014年9月場所、2019年1月場所）
  - 稀勢の里：3個（2017年11月場所、2018年1月場所、2019年1月場所）　
  - 照ノ富士：1個（2022年7月場所）

### 場所別成績
| | 一月場所 初場所（東京）     | 三月場所 春場所（大阪） | 五月場所 夏場所（東京） | 七月場所 名古屋場所（愛知） | 九月場所 秋場所（東京） | 十一月場所 九州場所（福岡） |
| --- | --------------------------- | ----------------------- | ----------------------- | --------------------------- | ----------------------- | --------------------------- |
| 2014年 （平成26年） | 幕下付出15枚目 6–1          | 西幕下3枚目 6–1         | 西十両10枚目 優勝 11–4  | 西十両3枚目 13–2            | 東前頭10枚目 13–2 殊敢★ | 西関脇 8–7                  |
| 2015年 （平成27年） | 西関脇 6–9                  | 西前頭筆頭 9–6 ★        | 西小結 8–7              | 西関脇 4–11                 | 東前頭4枚目 9–6         | 東前頭筆頭 6–9              |
| 2016年 （平成28年） | 東前頭3枚目 2–13            | 東前頭11枚目 11–4       | 西前頭2枚目 5–10 ★      | 東前頭7枚目 9–6             | 西前頭3枚目 休場 0–0–15 | 西前頭13枚目 7–8            |
| 2017年 （平成29年） | 西前頭13枚目 11–4           | 東前頭7枚目 6–9         | 東前頭9枚目 8–7         | 東前頭6枚目 7–8             | 東前頭6枚目 8–7         | 西前頭4枚目 10–5 ★          |
| 2018年 （平成30年） | 西前頭筆頭 10–5 ★           | 東小結 9–6              | 西関脇 8–7              | 東関脇 8–7                  | 西関脇 8–7              | 西関脇 6–9                  |
| 2019年 （平成31年 /令和元年） | 西前頭筆頭 6–9 ★            | 西前頭4枚目 14–1 殊     | 東関脇 5–7–3            | 西前頭4枚目 9–6 ★           | 東前頭2枚目 1–4–10      | 東前頭12枚目 休場 0–0–15    |
| 2020年 （令和2年） | 東十両7枚目 6–9             | 西十両8枚目 9–6         | 感染症拡大 により中止   | 西十両5枚目 9–6             | 東前頭17枚目 8–7        | 西前頭13枚目 8–7            |
| 2021年 （令和3年） | 東前頭12枚目 9–6            | 西前頭6枚目 7–8         | 西前頭6枚目 9–6         | 西前頭2枚目 10–5            | 西小結 8–7              | 東小結 5–10                 |
| 2022年 （令和4年） | 西前頭2枚目 8–7             | 東前頭2枚目 9–6         | 西前頭筆頭 休場 0–0–15  | 西前頭2枚目 12–3 殊★        | 西小結 6–9              | 西前頭2枚目 4–11            |
| 2023年 （令和5年） | 東前頭7枚目 出場停止 0–0–15 | 東十両3枚目 優勝 14–1   | 西前頭13枚目 引退 –     | x                           | x                       | x                           |
| 各欄の数字は、「勝ち-負け-休場」を示す。 優勝 引退 休場 十両 幕下 三賞：敢=敢闘賞、殊=殊勲賞、技=技能賞 その他：★=金星 番付階級：幕内 - 十両 - 幕下 - 三段目 - 序二段 - 序ノ口 幕内序列：横綱 - 大関 - 関脇 - 小結 - 前頭（「#数字」は各位内の序列） |                             |                         |                         |                             |                         |                             |

## 合い口
- 元大関・霧島には4勝4敗。自身の現役時は霧島は大関に在位しておらず、いずれも霧島が霧馬山を名乗り関脇以下に在位していた時期の対戦だった。
- 横綱・豊昇龍には3勝8敗。自身の現役時は豊昇龍は大関に在位しておらず、いずれも関脇以下に在位していた時期の対戦だった。
- 大関・琴櫻には1勝5敗。自身の現役時は琴櫻は大関に在位しておらず、いずれも琴櫻が琴ノ若を名乗り三役以下に在位していた時期の対戦だった。
- 元大関・髙安には最終的に6勝8敗と負け越したが、髙安の大関在位中は5勝3敗と勝ち越すなど拮抗していた。最終勝利は2019年3月場所で、決まり手は突き落とし。
- 元大関・栃ノ心には10勝16敗。特に2019年3月場所では唯一の黒星が栃ノ心だった。栃ノ心の大関在位中は1勝3敗。
- 元大関・朝乃山には2戦全勝と得意としていたが、朝乃山の大関在位中は対戦が無かった。
- 元大関・正代には14勝5敗と大きく勝ち越した。正代の大関在位中は6勝2敗。最終勝利は2022年11月場所で、決まり手は寄り切り。
- 元大関・貴景勝には最終的に8勝10敗と負け越したが、貴景勝の大関昇進後は5勝3敗と勝ち越していた。最終勝利は2022年9月場所で、決まり手は押し出し。
- 元大関・御嶽海には7勝16敗。御嶽海の大関在位中は1勝2敗。最終勝利は2022年7月場所で、決まり手は寄り切り。
- 元横綱・白鵬には3勝13敗。2015年5月場所で初勝利。2019年7月場所で金星を獲得した。
- 元横綱・日馬富士には2勝7敗。2015年3月場所と2016年5月場所で金星を獲得。
- 元横綱・鶴竜には3勝13敗（うち1勝は不戦勝）。2014年9月場所に初対戦で初勝利し、自身初金星を獲得した。2015年3月場所は不戦勝。2019年1月場所でも寄り切りで勝利し、金星を獲得。
- 元横綱・稀勢の里には7勝8敗。稀勢の里の横綱昇進後は4戦4勝。2014年9月場所に初対戦で初勝利。稀勢の里の横綱昇進後初対戦となった2017年11月場所と2018年1月場所とそれぞれ寄り切りで連勝し、2場所連続で金星を獲得。更に稀勢の里の現役最終場所となった2019年1月場所でもはたき込みで金星を獲得した。
- 元横綱・照ノ富士には3勝14敗。照ノ富士の1度目の大関在位中は1勝4敗。照ノ富士の2度目の大関在位中は2敗。照ノ富士の横綱昇進後は1勝5敗。自身が初優勝した2022年7月場所は寄り切りで勝利し、照ノ富士から初めて金星を獲得した。
- 元大関・琴奨菊には5勝9敗（うち1敗は不戦敗）。琴奨菊の大関在位中は3勝4敗。
- 元大関・豪栄道には10勝9敗（うち1勝は不戦勝）と拮抗していた。

### 幕内対戦成績
| 力士名   | 勝数  | 負数 | 力士名   | 勝数  | 負数 | 力士名   | 勝数 | 負数 | 力士名   | 勝数 | 負数 |
| -------- | ----- | ---- | -------- | ----- | ---- | -------- | ---- | ---- | -------- | ---- | ---- |
| 碧山     | 9     | 4    | 明瀬山   | 1     | 0    | 天空海   | 1    | 0    | 朝乃山   | 2    | 0    |
| 熱海富士 | 1     | 0    | 阿炎     | 5     | 2    | 安美錦   | 4    | 1    | 阿夢露   | 1    | 0    |
| 荒鷲     | 4(1)  | 1    | 勢       | 10    | 3    | 石浦     | 0    | 2    | 宇良     | 6(1) | 4    |
| 遠藤     | 11(1) | 5    | 炎鵬     | 1     | 1    | 阿武咲   | 5    | 3    | 大砂嵐   | 3(1) | 0    |
| 隠岐の海 | 8     | 2    | 魁聖     | 10    | 4    | 臥牙丸   | 3    | 0    | 輝       | 7    | 2    |
| 鶴竜     | 3(1)  | 13   | 稀勢の里 | 7     | 8    | 旭秀鵬   | 2    | 1    | 旭大星   | 1    | 0    |
| 霧島     | 4     | 4    | 豪栄道   | 10(1) | 9    | 琴恵光   | 5    | 0    | 琴奨菊   | 5    | 9(1) |
| 琴勝峰   | 1     | 0    | 琴ノ若   | 1     | 5    | 琴勇輝   | 2    | 2    | 佐田の海 | 7    | 6    |
| 里山     | 1     | 0    | 志摩ノ海 | 4     | 1    | 正代     | 14   | 5    | 松鳳山   | 4    | 7    |
| 蒼国来   | 1     | 3    | 大栄翔   | 9     | 5    | 大翔丸   | 2    | 2    | 貴景勝   | 8    | 10   |
| 貴ノ岩   | 3     | 1    | 隆の勝   | 5     | 3    | 髙安     | 6    | 8    | 宝富士   | 17   | 4    |
| 豪風     | 1     | 2    | 玉鷲     | 12    | 9(1) | 千代鳳   | 5    | 0    | 千代翔馬 | 1    | 5    |
| 千代大龍 | 8     | 4    | 千代皇   | 1     | 0    | 千代の国 | 4    | 4    | 千代丸   | 1    | 0    |
| 剣翔     | 0     | 1    | 照強     | 2     | 0    | 照ノ富士 | 3    | 14   | 徳勝龍   | 3    | 3    |
| 栃煌山   | 6     | 9    | 栃ノ心   | 10    | 16   | 栃乃若   | 1    | 0    | 翔猿     | 2    | 3    |
| 友風     | 1     | 0    | 豊ノ島   | 1     | 1    | 豊響     | 4    | 1    | 錦木     | 6(1) | 0    |
| 錦富士   | 0     | 1    | 白鵬     | 3     | 13   | 日馬富士 | 2    | 7    | 英乃海   | 3    | 0    |
| 豊昇龍   | 3     | 8    | 北勝富士 | 4     | 10   | 御嶽海   | 7    | 16   | 翠富士   | 3    | 0    |
| 妙義龍   | 5     | 11   | 明生     | 4     | 8    | 豊山     | 2    | 1    | 嘉風     | 6    | 3    |
| 竜電     | 1     | 1    | 若隆景   | 3     | 5    |          |      |      |          |      |      |

※カッコ内は勝数、負数の中に占める不戦勝、不戦敗の数。太字は現役力士。

## 改名歴
- 逸ノ城 駿（いちのじょう たかし）2014年1月場所 - 2023年5月場所

## 主なメディア出演

### CM出演
- ベビースターラーメン（おやつカンパニー）

### 映画出演
- バレリーナ:The World of John Wick（2025年6月公開予定）
- The Wide West（2025年公開予定）